# Amygdalodon
Amygdalodon (pronunciado / əmɪɡdælədɒn /, "dente de amêndoa", assim chamado porque seus dentes tinham forma de amêndoas) foi um gênero de dinossauro herbívoro de pescoço comprido. É um nomen dubium, isto é, a determinação do grupo ao qual pertence atualmente é bastante incerta. O Amygdalodon viveu durante a idade Bajociana do Jurássico, e apenas alguns fragmentos de seus ossos e dentes foram descobertos. Muito pouco se sabe sobre ele, mas é um dos raros dinossauros do período Jurássico encontrados na América do Sul até agora.
O Amygdalodon tinha 12 metros de comprimento e 20 metros de altura. Era um quadrúpede bastante grande, pesando até 24 toneladas. A espécie-tipo Amygdalodon patagonicus foi descrita por Cabrera, na Argentina, em 1947.